# Hanspeter Vogt
Hanspeter Vogt (Bazel, 22 mei 1927 – Bazel, 3 maart 2012) was een Zwitsers schaatser.

## Loopbaan
Vogt nam eenmaal deel aan de Olympische Winterspelen. Op de Winterspelen van 1948 in Sankt Moritz nam hij deel aan de 1500 meter en werd daarop 34e. Vogt deed enkele malen mee aan een nationaal kampioenschap, maar deed nooit mee aan een Europees of wereldkampioenschap.
Hanspeter Vogt overleed in 2012 op 84-jarige leeftijd.

## Resultaten
| Jaar | Olympische Spelen |
| ---- | ----------------- |
| 1948 | 34e 1500m         |

## Persoonlijke records
| Afstand      | Tijd     | Datum           | Baan         |
| ------------ | -------- | --------------- | ------------ |
| 500 meter    | 48,90    | 18 januari 1947 | Sankt Moritz |
| 1500 meter   | 2.30,50  | 30 januari 1948 | Sankt Moritz |
| 3000 meter   | 5.32,30  | 22 januari 1949 | Davos        |
| 5000 meter   | 10.02,60 | 18 januari 1947 | Sankt Moritz |
| 10.000 meter | 20.26,20 | 18 januari 1947 | Sankt Moritz |